# Associatie van duindoorn en vlier
De associatie van duindoorn en vlier (Hippophao-Sambucetum), kortaf duindoorn-vlierstruweel of duindoornstruweel, is een associatie uit de klasse van doornstruwelen (Rhamno-Prunetea), een plantengemeenschap die voorkomt in matig kalkrijke duinen, en die gekenmerkt wordt door een hoog opgaande, ondoordringbare struiklaag van duindoorn en gewone vlier.
Deze associatie is in Nederland vrij algemeen, maar wordt in Vlaanderen niet onderscheiden.

## Naamgeving, etymologie en codering
- Synoniem: Hippophao-Sambucetum nigrae sensu auct. plur. non Boerboom 1960, Hippophao rhamnoidis-Sambucetum nigrae Boerboom 1960
- Syntaxoncode (Nederland): 37Ac01

De naam Hippophao-Sambucetum is afgeleid van de wetenschappelijke naam van de dominante soorten van de associatie, de duindoorn (Hippophae rhamnoides) en de gewone vlier (Sambucus nigra).

## Kenmerken

### Ecologie
De associatie van duindoorn en vlier komt voor op voor de wind beschutte duinhellingen en in duinvalleien, met een matig vochtige en matig tot zeer kalkrijke en nitraatrijke bodem. De nitraatrijkdom is vooral het gevolg van bemesting door trekvogels die op de besrijke struiken foerageren, en van de stikstofknolletjes op de wortels van de duindoorn.  
Daarnaast komt deze associatie ook voor op voormalige landbouwgronden in en rond de duinen.

### Structuur
De associatie van duindoorn en vlier vormt een dicht, tot vier meter hoog, bijna ontoegankelijk struweel,  waarin vooral de struiklaag goed ontwikkeld is. Bomen ontbreken, en de kruidlaag en de moslaag zijn weinig soortenrijk.
De takken en stammen van de vlierstruiken vormen een daarentegen wel goed substraat voor veel epifytische mossen en korstmossen.

## Soortensamenstelling

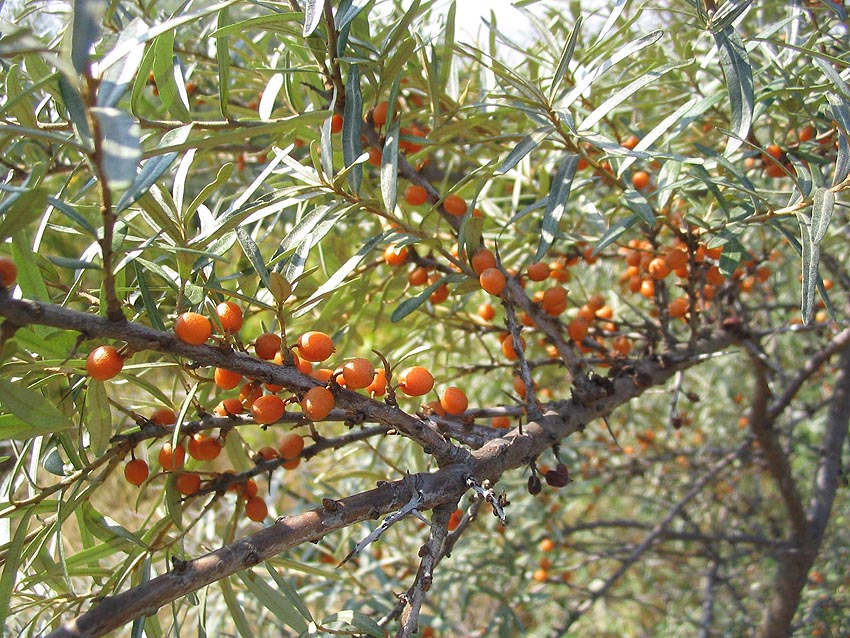
Duindoorn

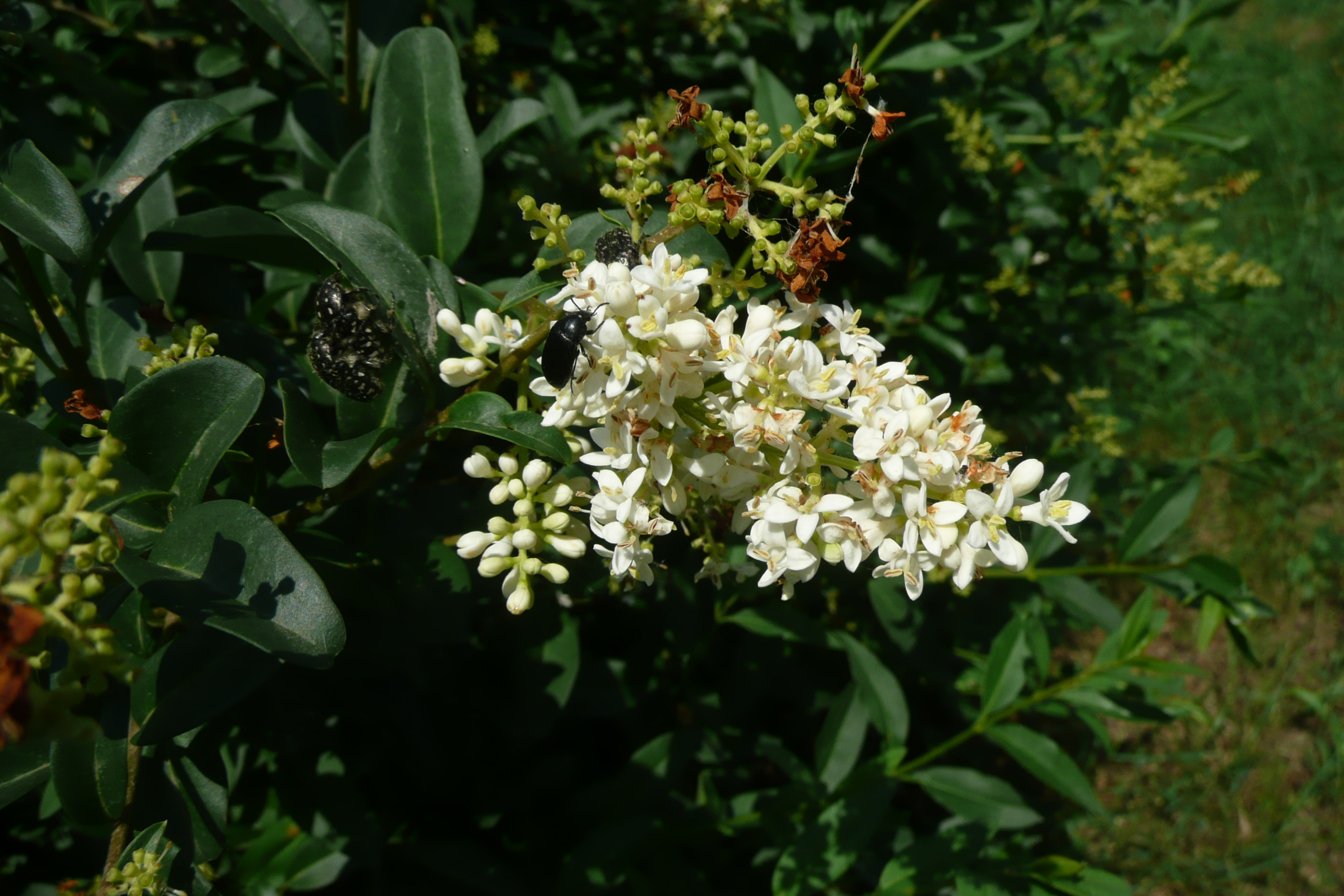
Wilde liguster

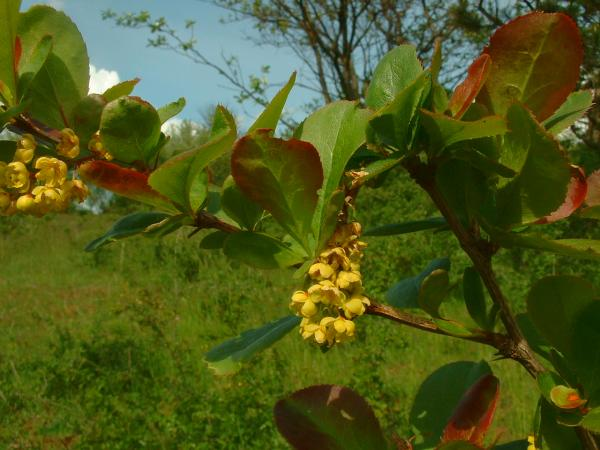
Zuurbes

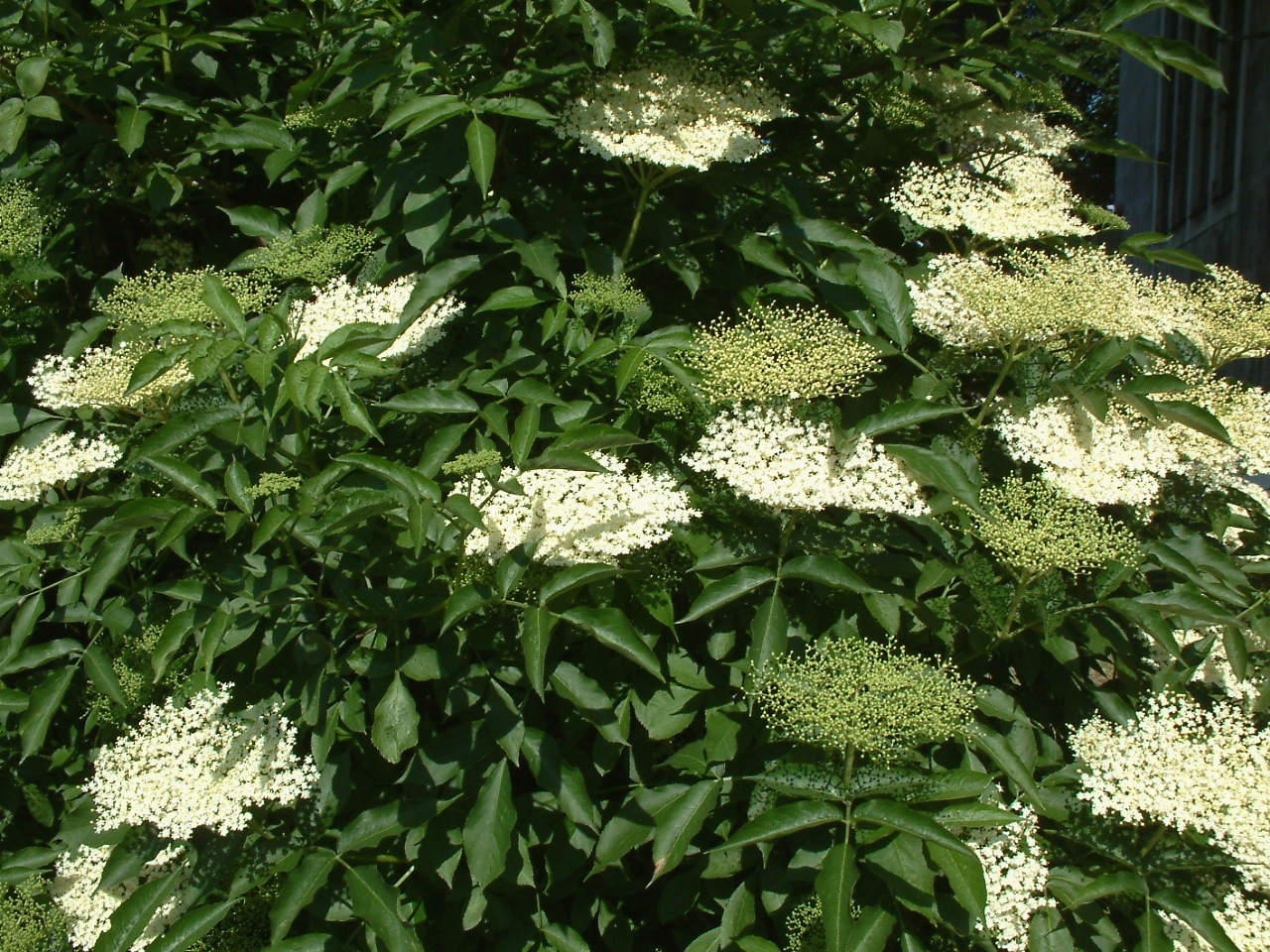
Gewone vlier

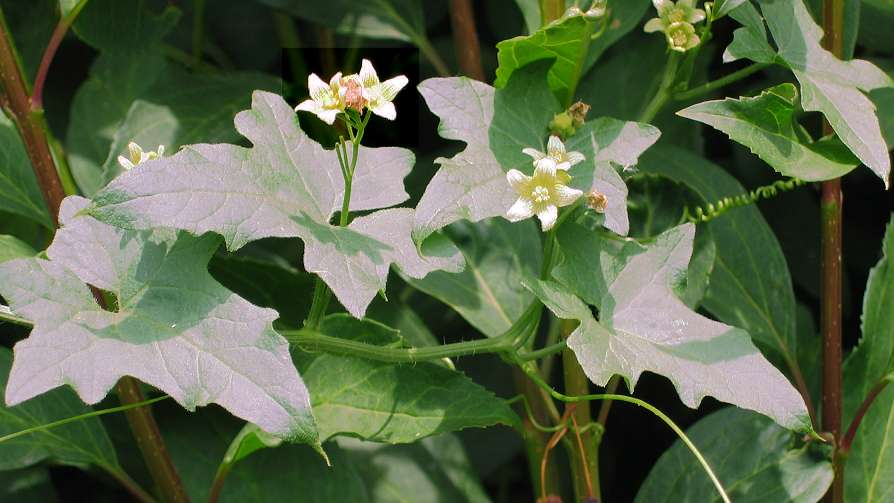
Heggenrank

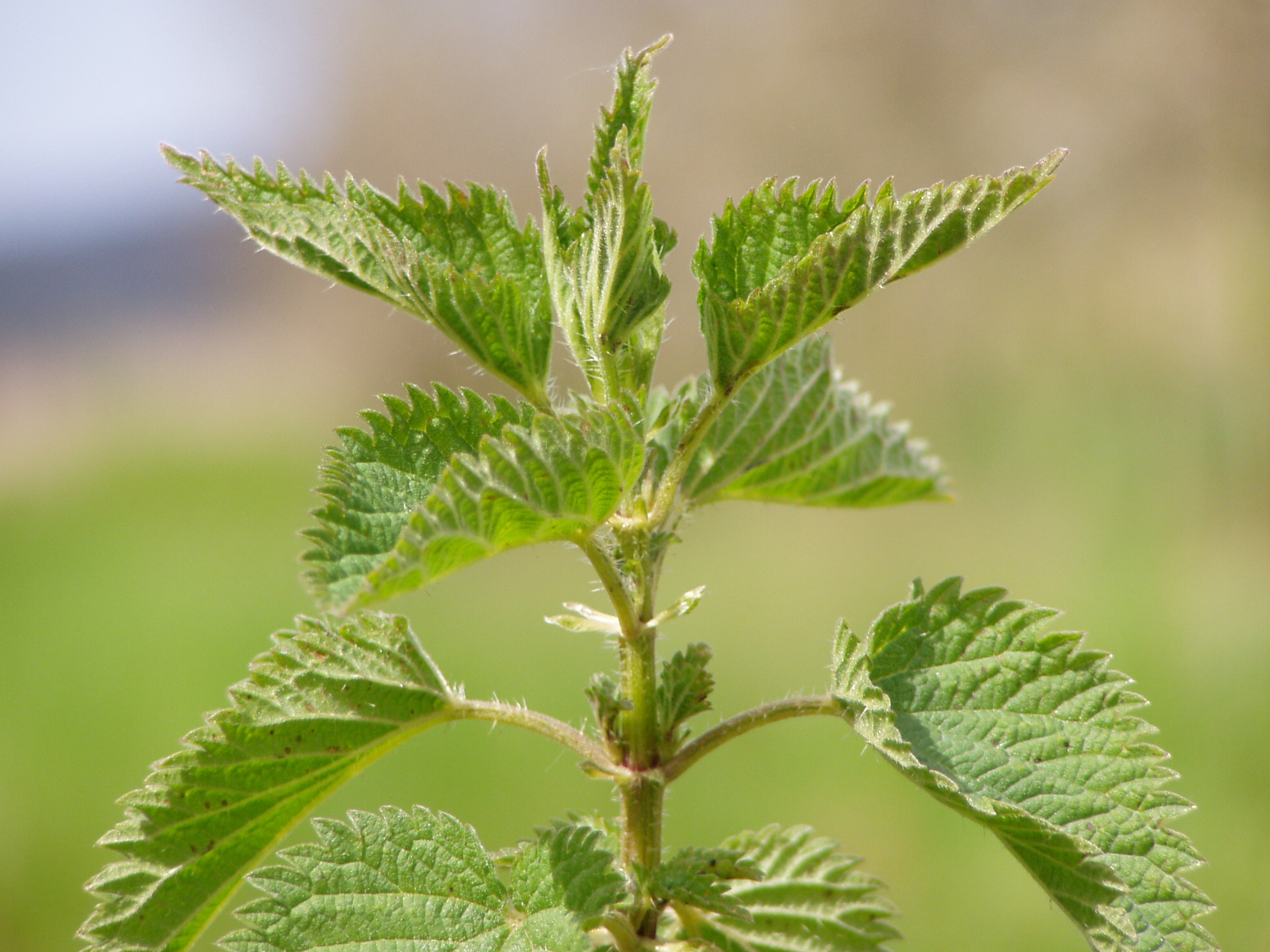
Grote brandnetel

De associatie van duindoorn en vlier heeft geen specifieke kensoorten, maar wordt vooral gekenmerkt door de aanwezigheid en dominantie van zowel duindoorn als gewone vlier, kensoorten van respectievelijk het verbond en van de klasse. Ook de klasse-kensoort heggenrank is in deze associatie algemeen.
De associatie telt daarnaast een aantal ruigtesoorten als de grote brandnetel, dauwbraam, veldhondstong, bitterzoet en akkerdistel en duinplanten als het duinriet. De minder algemene fijne kervel, duinvogelmuur en ijle dravik zijn differentiërend ten opzichte van de andere associaties in het verbond.
Kenmerkende of bijzondere epifyten zijn het vliermos, het broedkorrel-kroesmos, het schijfjesmos, het echt iepenmos en de gekroesde en slanke haarmuts.
De voor Vlaanderen en Nederland belangrijkste soorten zijn:
| Kensoort   | Diff.soort | Presentie | Nederlandse naam     | Wetenschappelijke naam  | Opmerking               |
| ---------- | ---------- | --------- | -------------------- | ----------------------- | ----------------------- |
| Boomlaag   |            |           |                      |                         |                         |
|            |            |           | -                    |                         |                         |
| Struiklaag |            |           |                      |                         |                         |
| kV         |            | >80%      | Duindoorn            | Hippophae rhamnoides    |                         |
| kV         |            | >20%      | Wilde liguster       | Ligustrum vulgare       |                         |
| kV         |            | >10%      | Egelantier           | Rosa rubiginosa         |                         |
| kV         |            | <10%      | Zuurbes              | Berberis vulgaris       |                         |
| kK         |            | 100%      | Gewone vlier         | Sambucus nigra          |                         |
| kK         |            | >10%      | Eenstijlige meidoorn | Crataegus monogyna      |                         |
| kK         |            | >10%      | Hondsroos            | Rosa canina             |                         |
| kK         |            | <10%      | Wilde kardinaalsmuts | Euonymus europaeus      |                         |
| kK         |            | <10%      | Wegedoorn            | Rhamnus cathartica      |                         |
| Kruidlaag  |            |           |                      |                         |                         |
| kV         |            | <10%      | Asperge              | Asparagus officinalis   |                         |
| kK         |            | >50%      | Heggenrank           | Bryonia dioica          |                         |
| kK         |            | <10%      | Hop                  | Humulus lupulus         |                         |
|            |            | >80%      | Grote brandnetel     | Urtica dioica           |                         |
|            |            | >60%      | Dauwbraam            | Rubus caesius           |                         |
|            |            | >50%      | Veldhondstong        | Cynoglossum officinale  |                         |
|            |            | >50%      | Duinriet             | Calamagrostis epigejos  |                         |
|            |            | >40%      | Bitterzoet           | Solanum dulcamare       |                         |
|            |            | >40%      | Akkerdistel          | Cirsium arvense         |                         |
|            |            | >30%      | Kleefkruid           | Galium aparine          |                         |
|            |            | >30%      | Ruw beemdgras        | Poa trivialis           |                         |
|            |            | >30%      | Speerdistel          | Cirsium vulgare         |                         |
|            |            | >20%      | Veldbeemdgras        | Poa pratensis           |                         |
|            | dV         |           | Fijne kervel         | Anthriscus caucalis     | t.o.v. andere verbonden |
|            | dV         |           | Duinvogelmuur        | Stellaria pallida       | t.o.v. andere verbonden |
|            | dV         |           | IJle dravik          | Anisantha sterilis      | t.o.v. andere verbonden |
| Moslaag    |            |           |                      |                         |                         |
|            |            | >30%      | Gewoon dikkopmos     | Brachythecium rutabulum |                         |
|            |            |           | Vliermos             | Cryphaea heteromalla    |                         |
|            |            |           | Broedkorrel-kroesmos | Ulota phyllantha        |                         |
|            |            |           | Schijfjesmos         | Radula complanata       |                         |
|            |            |           | Echt iepenmos        | Zygodon viridissimus    |                         |
|            |            |           | Gekroesde haarmuts   | Orthotrichum pulchellum |                         |
|            |            |           | Slanke haarmuts      | Orthotrichum tenellum   |                         |

## Verspreiding en voorkomen
De associatie van duindoorn en vlier komt in Europa voor langs de kusten van Normandië tot in Jutland, op plaatsen waar voldoende kalk in de bodem aanwezig is. 
In Nederland is ze vrij algemeen in kalkrijke duinen, minder in de kalkarme duinen van Texel, Ameland en Schiermonnikoog.
In Vlaanderen wordt deze associatie niet onderscheiden.

Orde: Sleedoorn-orde (Prunetalia spinosae)

Verbond: Verbond van sleedoorn en bramen (Pruno-Rubion sprengelii)

Associaties:
Associatie van rode kornoelje en fraaie kambraam (Corno sanguineae-Rubetum vestiti)
 Associatie van sleedoorn en rode grondbraam (Pruno spinosae-Rubetum sprengelii) 
Associatie van egelantier en gedraaide koepelbraam (Roso rubiginosae-Rubetum affinis)

Verbond: Verbond van sleedoorn en meidoorn (Carpino-Prunion)

Associaties:
Associatie van sleedoorn en eenstijlige meidoorn (Pruno-Crataegetum)
 Associatie van hondsroos en jeneverbes (Roso-Juniperetum)

Verbond: Liguster-verbond (Berberidion vulgaris)

Associaties:
Associatie van wegedoorn en eenstijlige meidoorn (Rhamno-Crataegetum)
Associatie van rozen en liguster (Pruno spinosae-Ligustretum)
Associatie van hazelaar en purperorchis (Orchido-Cornetum)

Orde: Trosvlier-orde (Sambucetalia racemosae)

Verbond: Verbond van trosvlier en boswilg (Sambuco racemosae-Salicion capreae)

Associaties:
 Boswilg-associatie (Salicetum capreae)
Verbond: Verbond van wijfjesvaren en framboos (Athyrio filicis-feminae-Rubion idaei)

Associaties:
Associatie van schaduwkruiskruid en tere woudbraam (Senecioni ovati-Rubetum iuvenis)

Associatie van trosvlier en ruwe raspbraam (Sambuco racemosae-Rubetum rudis)
Associatie van sierlijke woudbraam (Rubetum pedemontani)